# Prva crnogorska liga (2025/2026)
Ten artykuł dotyczy trwającego lub niedawnego wydarzenia sportowego. Informacje w nim zamieszczone mogą się zmienić lub zdezaktualizować wraz z postępem zdarzenia. Początkowe doniesienia, wyniki lub statystyki mogą być niepewne. Ostatnie aktualizacje do tego artykułu mogą nie odzwierciedlać najbardziej aktualnych informacji.
Prva Crnogorska Liga 2025/2026 (oficjalnie znana jako Meridianbet 1. CFL ze względów sponsorskich) – 20. edycja najwyższej klasy rozgrywkowej piłki nożnej w Czarnogórze.
Bierze w niej udział 10 drużyn, które w okresie od 3 sierpnia 2025 do 24 maja 2026 rozegrają 36 kolejek meczów.
Sezon zakończą baraże o miejsce w przyszłym sezonie w Prva crnogorska fudbalska liga. 
Obrońcą tytułu jest Budućnost Podgorica.

## Drużyny
| Uczestnicy poprzedniej edycji                                                                                 | Uczestnicy poprzedniej edycji | Uczestnicy poprzedniej edycji | Uczestnicy poprzedniej edycji |
| --- | ----------------------------- | ----------------------------- | ----------------------------- |
| BUD | Budućnost Podgorica           | 1                             |                               |
| PET | OFK Petrovac                  | 2                             |                               |
| SUT | Sutjeska Nikšić               | 3                             |                               |
| DEC | Dečić                         | 4                             |                               |
| MOR | Mornar Bar                    | 5                             |                               |
| BOK | FK Bokelj                     | 6                             |                               |
| JED | Jedinstvo Bijelo Polje        | 7                             |                               |
| po barażach                                                                                                   |                               |                               |                               |
| ARS | Arsenal Tivat                 | 8                             |                               |
| JEZ | Jezero                        | 9                             |                               |
| Awans z Druga crnogorska liga                                                                                 |                               |                               |                               |
| MDG | Mladost DG                    | 1                             |                               |
| Oznaczenia: - kolumna pierwsza – skróty nazw drużyn, - kolumna trzecia – miejsce zajęte w poprzednim sezonie. |                               |                               |                               |

## Tabela
| Lp. | Drużyna              | M | Z | R | P | B+ | B– | +/– | Pkt | Kwalifikacja lub spadek                        |
| --- | -------------------- | - | - | - | - | -- | -- | --- | --- | ---------------------------------------------- |
| 1   | Dečić Tuzi           | 3 | 3 | 0 | 0 | 6  | 3  | +3  | 9   | Liga Mistrzów UEFA • I runda kwalifikacyjna    |
| 2   | Sutjeska Nikšić      | 3 | 2 | 1 | 0 | 5  | 1  | +4  | 7   | Liga Konferencji UEFA • I runda kwalifikacyjna |
| 3   | Arsenal Tivat        | 3 | 1 | 2 | 0 | 4  | 2  | +2  | 5   | Liga Konferencji UEFA • I runda kwalifikacyjna |
| 4   | Petrovac             | 3 | 1 | 2 | 0 | 4  | 2  | +2  | 5   |                                                |
| 5   | Mladost Donja Gorica | 3 | 1 | 1 | 1 | 9  | 7  | +2  | 4   |                                                |
| 6   | Budućnost Podgorica  | 3 | 1 | 1 | 1 | 2  | 2  | 0   | 4   |                                                |
| 7   | Jezero Plav          | 3 | 0 | 2 | 1 | 4  | 5  | −1  | 2   |                                                |
| 8   | Bokelj               | 3 | 0 | 2 | 1 | 4  | 6  | −2  | 2   | baraże o utrzymanie                            |
| 9   | Mornar Bar           | 3 | 0 | 1 | 2 | 3  | 7  | −4  | 1   | baraże o utrzymanie                            |
| 10  | Jedinstvo            | 3 | 0 | 0 | 3 | 2  | 8  | −6  | 0   | spadek do Druga crnogorska liga                |

## Wyniki
| Gospodarz \ Gość     | ARS | BOK | BUD | DEČ | JED | JEZ | MDG | MOR | PET | SUT | ARS | BOK | BUD | DEČ | JED | JEZ | MDG | MOR | PET | SUT |
| -------------------- | --- | --- | --- | --- | --- | --- | --- | --- | --- | --- | --- | --- | --- | --- | --- | --- | --- | --- | --- | --- |
| Arsenal Tivat        |     |     | 0–0 |     | 2–0 |     |     |     |     |     |     |     |     |     |     |     |     |     |     |     |
| Bokelj               |     |     |     |     |     |     | 2–2 |     |     |     |     |     |     |     |     |     |     |     |     |     |
| Budućnost Podgorica  |     |     |     |     |     |     |     |     |     | 0–1 |     |     |     |     |     |     |     |     |     |     |
| Dečić Tuzi           |     |     |     |     |     |     | 3–2 | 2–1 |     |     |     |     |     |     |     |     |     |     |     |     |
| Jedinstvo            |     |     |     | 0–1 |     |     |     |     |     |     |     |     |     |     |     |     |     |     |     |     |
| Jezero Plav          |     | 2–2 | 1–2 |     |     |     |     |     |     |     |     |     |     |     |     |     |     |     |     |     |
| Mladost Donja Gorica |     |     |     |     | 5–2 |     |     |     |     |     |     |     |     |     |     |     |     |     |     |     |
| Mornar Bar           | 2–2 |     |     |     |     |     |     |     |     |     |     |     |     |     |     |     |     |     |     |     |
| Petrovac             |     | 2–0 |     |     |     | 1–1 |     |     |     |     |     |     |     |     |     |     |     |     |     |     |
| Sutjeska Nikšić      |     |     |     |     |     |     |     | 3–0 | 1–1 |     |     |     |     |     |     |     |     |     |     |     |

## Najlepsi strzelcy
| Bramki | Strzelcy          | Drużyna              |
| ------ | ----------------- | -------------------- |
| 2      | Lazar Knežević    | Mladost Donja Gorica |
| 2      | Balša Radusinović | Dečić Tuzi           |

Stan na 2025-08-10. Źródło: .